# Wildcat (película de 2023)
Wildcat es una película dramática y biográfica estadounidense de 2023 sobre la novelista estadounidense Flannery O'Connor que lucha por publicar su primera novela. También basada en los cuentos de O'Connor, la película fue dirigida por Ethan Hawke y escrita por Hawke y Shelby Gaines. Está protagonizada por Maya Hawke, Rafael Casal, Philip Ettinger, Cooper Hoffman, Steve Zahn y Laura Linney.
Su estreno mundial se celebró en el 50.º Festival de Cine de Telluride el 1 de septiembre de 2023. Se le dio un estreno limitado el 3 de mayo de 2024, seguido de un estreno amplio.

## Reparto
- Maya Hawke como Flannery O'Connor
- Laura Linney como Regina
- Philip Ettinger como Cal Lowell
- Rafael Casal como O.E. Parker
- Cooper Hoffman como Manley Pointer
- Steve Zahn
- Vicente D'Onofrio
- Alessandro Nivola
- Cristina Tinte
- Willa Fitzgerald
- Levon Hawke
- Liam Neeson

## Producción
Wildcat fue escrita por Ethan Hawke y Shelby Gaines y dirigida por Hawke. La película fue producida y financiada en su totalidad por Cory Pyke de Renovo Media Group. Joe Goodman de Good Country Pictures, Hawke y su esposa Ryan Hawke de Under the Influence Productions también produjeron. Maya Hawke fue productora ejecutiva y tiene un papel principal en la película. En enero de 2023, se informó que Laura Linney, Philip Ettinger, Rafael Casal, Steve Zahn, Cooper Hoffman, Willa Fitzgerald, Alessandro Nivola y Vincent D'Onofrio se unieron al elenco.
La fotografía principal tuvo lugar en Louisville, Kentucky, del 10 de enero al 11 de febrero de 2023. El rodaje también tuvo lugar en Shelbyville y Frankfort, en el centro de Kentucky.

## Estreno
El estreno mundial de Wildcat se llevó a cabo en el 50.° Festival de Cine de Telluride el 1 de septiembre de 2023. También se proyectó en el Festival Internacional de Cine de Toronto el 11 de septiembre de 2023. En enero de 2024, Oscilloscope adquirió los derechos de distribución de la película en Estados Unidos. Fue estrenada de forma limitada en Nueva York y Los Ángeles el 3 de mayo de 2024, seguido de un estreno amplio.